# Žár
Žár är en ort i Tjeckien.   Den ligger i regionen Södra Böhmen, i den södra delen av landet, 140 km söder om huvudstaden Prag. Žár ligger 518 meter över havet och antalet invånare är 335.
Terrängen runt Žár är platt åt nordost, men åt sydväst är den kuperad. Terrängen runt Žár sluttar norrut.Runt Žár är det ganska glesbefolkat, med 23 invånare per kvadratkilometer. Närmaste större samhälle är Kaplice, 17,4 km väster om Žár. Omgivningarna runt Žár är en mosaik av jordbruksmark och naturlig växtlighet.